# Luís Arriaga
Luís Arriaga (n. Lourenço Marques, 29 de Agosto de 1952) é um cantor e jornalista português. Apresentou programas na rádio em Moçambique e em Portugal.

## Biografia
Nasceu em Moçambique. Na rádio começou aos 12 anos, em Lourenço Marques, na Rádio Mocidade e depois no Rádio Clube de Moçambique.
Colaborou no suplemento Onda Pop. Em 1971 ficou em 2º lugar no Festival de Luanda com "Balada de Outubro". Aos 19 anos veio para Lisboa estudar.
Conclui o curso de Direito em 1977. Nesse ano foi editado o seu single "Menino de Olhos Escuros". Ainda em 1977 juntou-se a Dulce Neves no duo Roda Viva que concorreu ao Festival Mundial de Música Popular de Tóquio (World Popular Song Festival of Tokio). Editam o single "Pinóquio (de Tóquio)" com letra da sua mãe Maria José Arriaga e em 1978 lançam o single "Inspirata".
Ainda em 1978 forma novo grupo, A Barafunda, que lança um single com os temas "A Lambreta da Marieta" e "O Capital".
Depois de várias tentativas participou no Festival RTP da Canção de 1979 com o tema "A Tua Imagem" escrito quando tinha apenas 10 anos.
 Ainda nesse ano é editado o LP "De Corpo e Alma" que contou com a colaboração de Duo Ouro Negro ("Avenida Brasil"), Ana Paula Carreira ("Een lied voor Margaretha" e "Rapariga") e Carlos Alberto Vidal ("Balada de mim"). É editado o single "Ana Luisa".
Lança o tema "So Long My Friend" dedicado a John Lennon. Lança em 1982 o single "Pronto Acabou-se". Em 1983 foi o autor da adaptação portuguesa do single "Quando O Coração Chora" de Carlos Guilherme. Traduziu também para português outros grandes sucessos como "Carlitos Carlitos", entre outros.
Participou no programa de televisão O Foguete, com António Sala e Carlos Paião.
Em 1984 foi um dos compositores do hino oficial da Selecção Nacional de futebol no Euro 1984. Lança a solo o single "Dona Branca".
Grava os discos "Holy Holiday" e "Férias Em Portugal" (em dueto com Candida Branca Flôr).
Na rádio apresentou programas como "Clube do Sargento Pimenta" e "Passeio da Fortuna".
Em 1988 participa nos coros do disco "Intervalo" de Carlos Paião.
Foi repórter do programa "Hora Viva" estreado em 1999 na RTP2.
Em 2011 emigra para a Austrália, onde vive desde então, tendo-se nacionalizado Australiano.
Reside em Brisbane.
Actualmente Reformado, é autor de um livro bilingue (Português e Inglês) cujo título é "Será a Paz uma Ilusão?" - Um Ensaio sobre a Conflitualidade, base da sua Tese de doutoramento em Ciências Políticas, que é Uma Avaliação Matemática sobre a Conflitualidade a diversos níveis.

## Discografia

### Álbuns
- De Corpo e Alma (Orfeu, 1979)

### Singles
- Menino de Olhos Escuros/(Ode Para Uma) Flor Renascida (Single, Orfeu, 1977) - Orfeu 606 - SINP49
- Pinóquio (de Tóquio)(Single, Orfeu, 1977) - Orfeu 608 [Roda Viva]
- Inspirata (Single, Orfeu, 1977) - Orfeu 611 [Roda Viva]
- Ana Luisa/Vem Aí As Férias (Single, Orfeu, 1979)
- So Long My Friend/A Tua Vida (Single, Rossil, 1981) LISS 6027
- Pronto, Acabou-se/Sou O Maior (Single, Edisom, 1982) 507606
- Dona Branca/Viva A Coboioada (Single, Dacapo)
- O Foguete (Single, EMI) - Carlos Paião/António Sala/Luis Arriaga
- Pegadas na Areia (Single, 1989) - com Mário Gil